# Ramiro Oliveros
Ramiro Oliveros Fernández (Madrid, 13 de marzo de 1941 - Pozuelo de Alarcón, 26 de abril de 2023) fue un actor español.

## Trayectoria
Con sus estudios de medicina incompletos, obtuvo el título de Ayudante Técnico Sanitario (ATS), con el que pudo independizarse de casa de sus progenitores al ser contratado en el Hospital de La Princesa. 
Tras abandonar su carrera sanitaria, se instala primero en Londres para seguir estudios de Arte Dramático en el Royal Court Theatre y posteriormente en París y Fránkfurt, donde dirige un grupo teatral español.
De regreso a España en 1965, forma el grupo de teatro Nasto y va consolidando una respetable carrera sobre los escenarios, con obras como Los gigantes de la montaña (1977), de Pirandello, Las bacantes (1978),  de Eurípides en el Festival de Teatro Clásico de Mérida o  El gran teatro del mundo (1981), de Calderón de la Barca, en el Centro Cultural de la Villa de Madrid.
A principios de la siguiente década debuta en televisión con diferentes espacios para TVE, como Hora once (1972) o Teatro de siempre (1972) para, finalmente, ponerse delante de una cámara en El pantano de los cuervos, de Manuel Caño.
Durante los años setenta y ochenta rueda en torno a una treintena de títulos entre los que figuran Ya soy mujer (1974), de Manuel Summers; Volvoreta (1976), de José Antonio Nieves Conde; Memorias de Leticia Valle, de Miguel Ángel Rivas o El poderoso influjo de la luna (1980), de Antonio del Real.
Compaginó su carrera cinematográfica con una asidua presencia en la pequeña pantalla: La saga de los Rius (1976), Estudio 1, Los Mitos y Novela, en los años 70; Los gozos y las sombras, La máscara negra y Régimen abierto en los años 80; Todos los hombres sois iguales en los años 90.
En 1975 contrajo su segundo matrimonio religioso con la fotógrafa argentina Consuelo Buenader Costas, de la que se divorció en 1982. Anteriormente se casó y enviudó de una mujer con la que tuvo dos hijos varones, Ramiro y Hugo Samuel.
Estuvo casado civilmente desde 1982 con la tonadillera Concha Márquez Piquer, con la que tuvo una hija, Iris Amor, en 1988. 
También en 1982 fue invitado por Televisa para protagonizar junto a Silvia Pinal la telenovela Mañana es primavera.
Falleció dos años después que su esposa, a causa de un fallo multiorgánico en su domicilio de Pozuelo de Alarcón. Fue enterrado en el Cementerio de San Isidro, junto a su esposa, su hijastra Coral Romero y sus suegros.